# Ferdynand Ossendowski
Ferdynand Antoni Ossendowski (Ludza, 27 maggio 1876 – Żółwin, 3 gennaio 1945) è stato uno scrittore, giornalista, esploratore, attivista politico polacco, membro dell'Accademia di Francia.

## Biografia

### I primi anni
Ferdynand Antoni Ossendowski nacque il 27 maggio 1876, nella villa di famiglia vicino a Ludza nella voblasc' di Vicebsk. Studiò presso il rinomato ginnasio di Kam"janec'-Podil's'kyj, ma dovendosi trasferire con il padre, un medico di fama, si diplomò a San Pietroburgo. Poi si iscrisse alla facoltà matematico-fisica della locale università, dove studiò chimica. In qualità di assistente del professor Aleksander Zalewski, viaggiò in molte zone remote, tra cui la Siberia, il Caucaso e i Monti Altai. Durante l'estate, spesso lavorò come scrittore sulla nave di linea Odessa-Vladivostok, un lavoro che gli permise di visitare molte parti dell'Asia, compreso il Giappone, Sumatra, Cina, Malaysia e Indonesia. Per la descrizione del suo viaggio in Crimea e a Costantinopoli ricevette le sue prime royalty. Grazie al suo viaggio in India (Chmura nad Gangesem: le nubi sul Gange) ottenne il prestigioso premio della Società letteraria di San Pietroburgo.
Nel 1899, dopo la sommossa di studenti a San Pietroburgo, Ossendowski fu costretto a lasciare la Russia imperiale e trasferirsi a Parigi, dove continuò i suoi studi alla Sorbona, i suoi professori furono Maria Curie-Sklodowska e Marcelin Berthelot. È possibile che abbia ricevuto un dottorato di nuovo in Russia, ma nessun documento lo può certificare. Nel 1901 gli fu permesso di ritornare in Russia, dove il professor Zalewski lo invitò alla nuova fondazione del Institute of Technology dell'Università di Tomsk. Ossendowski contribuì tenendo lezioni di chimica e fisica. Allo stesso tempo, tenne lezioni presso l'Accademia agraria pubblicando numerosi lavori scientifici in materia di idrologia, geologia, chimica fisica, geografia e fisica.
Dopo lo scoppio della guerra russo-giapponese (1904-1905) Ossendowski si trasferì a Harbin in Manciuria, dove fondò il Central Technical Research Laboratory, un istituto finanziato dai russi per lo sviluppo dei giacimenti della zona. Allo stesso tempo, diresse la sezione locale della Società geografica russa a Vladivostok. Come tale fece numerosi viaggi in Corea, Sachalin, Ussuri e sulle rive dello stretto di Bering. In Manciuria divenne anche uno dei leader della diaspora polacca e pubblicò il suo primo romanzo in lingua polacca, Noc ("Notte"). Fu anche coinvolto nel Comitato rivoluzionario centrale, un'organizzazione di sinistra che cercò di prendere il potere in Manciuria durante la rivoluzione del 1905. Dopo il fallimento della rivoluzione, Ossendowski organizzò uno sciopero contro la brutale repressione del Regno di Polonia, per il quale fu arrestato. Un tribunale militare lo condannò a morte per cospirazione contro lo zar, ma la sua pena fu poi commutata in diversi anni di lavori forzati.

### Da San Pietroburgo alla Cina
Nel 1907 fu scarcerato con un cosiddetto "Biglietto Lupo", che gli impediva di trovare un lavoro o di lasciare la Russia. Si dedicò alla scrittura del romanzo V ludskoi Pyli, che raccontava il suo soggiorno nelle prigioni russe: con questo libro, che Lev Tolstoj citò come uno dei suoi preferiti, guadagnò molta popolarità in Russia, popolarità che gli permise di tornare a San Pietroburgo nel 1908. In quel periodo continuò a scrivere libri e fu al tempo stesso a capo della Società del "Settore oro e platino" oltre a collaborare con diversi giornali e riviste, russi e polacchi. Dopo lo scoppio della prima guerra mondiale, Ossendowski continuò a pubblicare libri, compreso un romanzo di fantascienza, un romanzo di propaganda sulle spie tedesche in Russia ed un opuscolo che descrive i crimini di guerra tedeschi ed austro-ungarici.
Dopo lo scoppio della rivoluzione di febbraio del 1917, Ossendowski si spostò ancora una volta, in Siberia, questa volta a Omsk, dove cominciò a dare lezioni presso la locale università. Dopo la Rivoluzione d'ottobre e lo scoppio della guerra civile russa, fu coinvolto nel governo anti-rivoluzionario russo guidato dal governatore supremo ammiraglio Aleksandr Vasil'evič Kolčak. Prestando servizi in varie mansioni, tra gli altri, come ufficiale dei servizi segreti, inviato al Corpo di intervento degli Stati Uniti e come assistente polacco alla quinta divisione del maggiore Walerian Czuma. Nel 1918 fu responsabile del trasferimento di molti documenti sia zaristi che dell'Armata Bianca per trovare un accordo, tra cui molte dimostrazioni di sostegno tedesco per Lenin ed i bolscevichi (i cosiddetti Documenti Sisson).
Dopo la sconfitta di Aleksandr Vasil'evič Kolčak nel 1920, Ossendowski si unì a un gruppo di polacchi dell'armata bianca, cercando di fuggire al controllo comunista siberiano attraversando India, Mongolia, Cina e Tibet. Dopo un viaggio di parecchie migliaia di chilometri il gruppo raggiunse la Mongolia, dove ricevette il diritto di cittadinanza dal misterioso barone Roman von Ungern-Sternberg. Il barone era un mistico, era affascinato dalle credenze e le religioni dell'Estremo Oriente come il buddhismo e il lamaismo, ed era consideraro la reincarnazione di Dayisun Tngri, il dio mongolo della guerra. La filosofia del Barone univa aspetti della tradizione russa ad elementi buddhistici e mongoli. Tuttavia dimostrò di essere un grande comandante militare e le sue forze crebbero rapidamente.
Ossendowski si arruolò nell'esercito del barone von Ungern-Sternberg come un ufficiale comandante di una delle truppe di autodifesa. Divenne anche consigliere politico del barone e capo dei servizi segreti. Poco si sa del suo servizio in queste mansioni, ma grazie a questo gli vennero attribuite diverse leggende e la nomea di persona misteriosa. Alla fine del 1920 fu inviato in una missione diplomatica in Giappone e poi negli Stati Uniti, non tornò mai più in Mongolia. Alcuni autori ritengono che Ossendowski fu una delle persone che nascondevano il tesoro semi-leggendario del Barone Sanguinario.
Dopo il suo arrivo a New York, Ossendowski iniziò a lavorare per il servizio diplomatico polacco e a volte come spia. Alla fine del 1921 pubblicò il suo primo libro in lingua inglese: Bestie, uomini e dei. Il romanzo descrive i suoi viaggi durante la guerra civile russa e le guerre guidate dal barone sanguinario, divenne un grande successo e un best seller. Nel 1923 è stato tradotto in polacco e poi in diverse altre lingue.

### Il ritorno in Polonia
Nel 1922 Ferdynand Ossendowski ritornò in Polonia e si stabilì a Varsavia. Immediatamente dopo il suo ritorno, cominciò a dare lezioni nella Libera Università polacca, nella Scuola Superiore di Guerra ed a scienze politiche presso l'Università di Varsavia. Allo stesso tempo è rimasto consigliere del governo polacco e un sovietologo esperto. Ha continuato a viaggiare in diverse parti del mondo e dopo ogni viaggio ha pubblicato un libro o due. Nel periodo tra le due guerre era considerato il creatore di un genere distinto chiamato il romanzo di viaggio. Con oltre 70 libri pubblicati in Polonia e tradotto quasi 150 volte in 20 altre lingue, Ossendowski è stato anche il secondo autore più popolare polacco all'estero, dopo Henryk Sienkiewicz. Ha ripetuto il successo del suo Bestie, Uomini e Dei con un libro su Lenin, in cui ha criticato apertamente i metodi comunisti e le politiche della Russia, così come la doppia faccia dei dirigenti comunisti. In Polonia, tre dei suoi libri furono vietati durante la seconda guerra mondiale.

### Seconda guerra mondiale

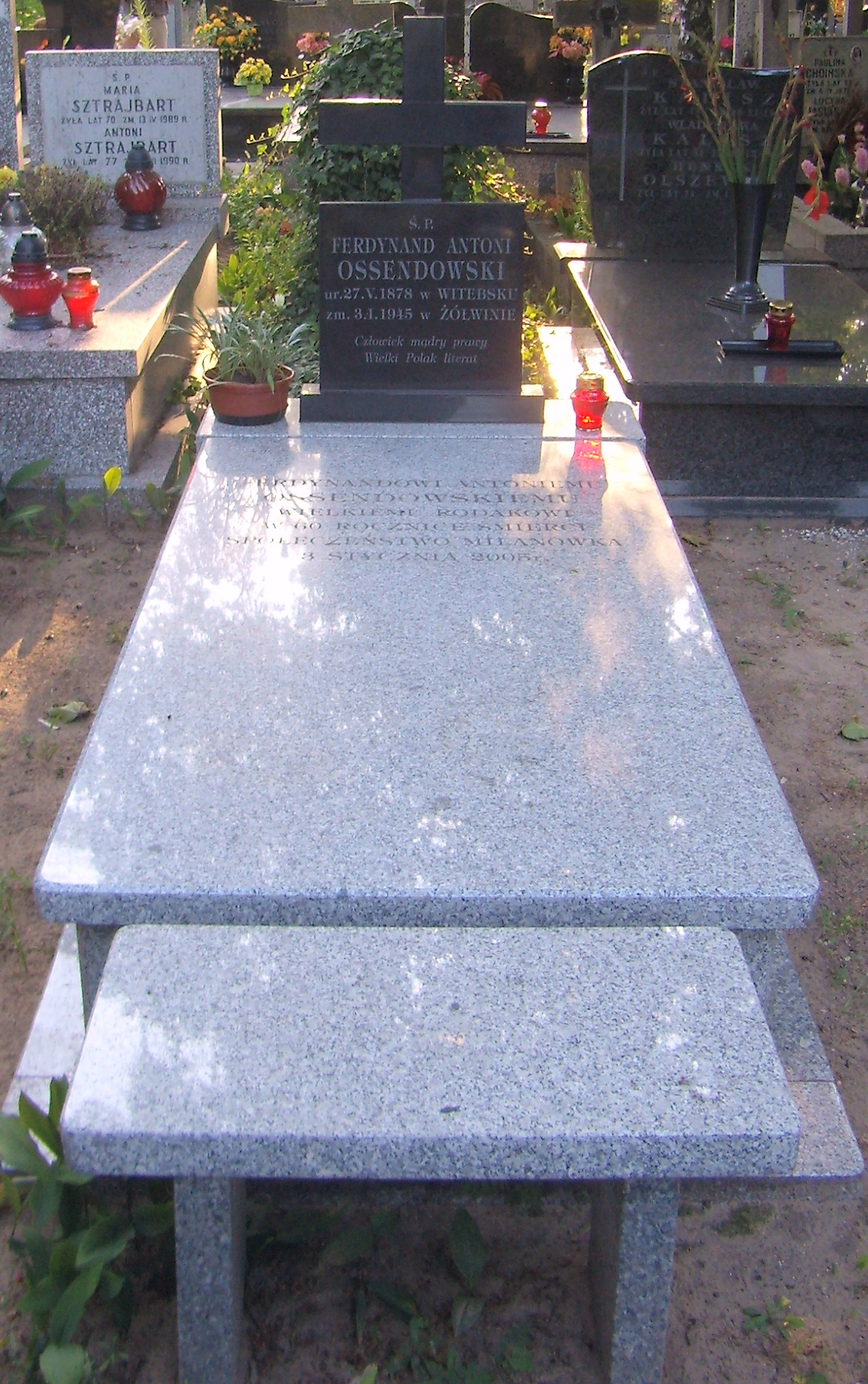
Tomba di Ferdynand Ossendowski, Milanówek

Dopo la guerra difensiva polacca del 1939 e lo scoppio della seconda guerra mondiale, Ferdynand Ossendowski rimase a Varsavia, dove ha vissuto al 27 di via Grojecka. Nel 1942 si convertì dal luteranesimo al cattolicesimo e l'anno successivo entrò a far parte del nascosto partito Narodowa Demokracja. Ha lavorato nelle strutture dei Servizi Segreti e hanno collaborato con la Delegazione del Governo Polacco alla formazione della resistenza polacca durante la seconda guerra mondiale.
Dopo la rivolta di Varsavia, Ossendowski, ormai gravemente ammalato, si trasferì al villaggio di Żółwin, nei pressi del sobborgo di Varsavia del Milanówek, dove morì il 3 gennaio 1945. Fu sepolto il giorno dopo nel cimitero locale in Milanówek.

### Dopo la morte
Due settimane dopo la morte di Ossendowski, il 18 gennaio, l'area fu sequestrata dall'Armata Rossa. Si è scoperto che Ossendowski era ricercato dalla NKVD e veniva considerato un nemico del popolo per il suo libro su Lenin e il sistema sovietico. Gli agenti sovietici riesumarono il suo corpo per confermare la sua identità e confermare il decesso.
Dopo la guerra, le autorità comuniste sovietiche a guida della Polonia vietarono tutti i libri di Ossendowski. Il suo nome non fu citato nelle enciclopedie e tutti i suoi libri furono confiscati dalle librerie e bruciati. La loro diffusione riprese solo dopo la caduta del Muro di Berlino nel 1989.

## Opere
- Bestie, uomini e dèi,  Morreale, Milano 1925
- L'ombra dell'Oriente tenebroso, Morreale, Milano 1928
- Lenin, Corbaccio, Milano, 1929.
- Il lupo del Lago Nero
- Il capitano bianco, Edizioni Corbaccio, Milano 1930